# Parafia Narodzenia Najświętszej Marii Panny w Świeszynie
Parafia pw. Narodzenia Najświętszej Marii Panny w Świeszynie – rzymskokatolicka parafia należąca do dekanatu Bobolice, diecezji koszalińsko-kołobrzeskiej, metropolii szczecińsko-kamieńskiej. Została utworzona w 1973 roku. Siedziba parafii mieści się pod numerem 23.

## Miejsca kultu

### Kościół parafialny
Kościół pw. Narodzenia Najświętszej Maryi Panny w Świeszynie – został zbudowany w XIX wieku, poświęcony 1945.

### Kościoły filialne i kaplice
- Kościół pw. Matki Bożej Królowej Korony Polskiej w Jarzycach
- Kościół pw. Najświętszego Serca Pana Jezusa w Konikowie
- Punkt odprawiania Mszy św. w Strzekęcinie